# Galgagyörk
Galgagyörk è un comune dell'Ungheria di 1.088 abitanti (dati 2005) situato nella contea di Pest, nell'Ungheria settentrionale.